# Jaroslav Soukup
Jaroslav Soukup (Jičín, 12 de julio de 1982) es un deportista checo que compite en biatlón.
Participó en dos Juegos Olímpicos de Invierno, en los años 2010 y 2014, obteniendo dos medallas en Sochi 2014, plata en el relevo mixto y bronce en la prueba de velocidad.
Ganó dos medallas de bronce en el Campeonato Mundial de Biatlón, en los años 2012 y 2013, y tres medallas en el Campeonato Europeo de Biatlón entre los años 2006 y 2016.

## Palmarés internacional
| Juegos Olímpicos   | Juegos Olímpicos             | Juegos Olímpicos  | Juegos Olímpicos |
| Año                | Lugar                        | Medalla           | Prueba           |
| ------------------ | ---------------------------- | ----------------- | ---------------- |
| 2014               | Sochi (Rusia)                | Medalla de bronce | Velocidad        |
| 2014               | Sochi (Rusia)                | Medalla de plata  | Relevo mixto     |
| Campeonato Mundial |                              |                   |                  |
| Año                | Lugar                        | Medalla           | Prueba           |
| 2012               | Ruhpolding (Alemania)        | Medalla de bronce | Individual       |
| 2013               | Nové Město (República Checa) | Medalla de bronce | Relevo mixto     |
| Campeonato Europeo |                              |                   |                  |
| Año                | Lugar                        | Medalla           | Prueba           |
| 2006               | Langdorf (Alemania)          | Medalla de oro    | Velocidad        |
| 2007               | Bansko (Bulgaria)            | Medalla de plata  | Velocidad        |
| 2016               | Tiumén (Rusia)               | Medalla de plata  | Salida en grupo  |